# Sierra Leones provinser

Sierra Leones provinser

Sierra Leone (engelska: Republic of Sierra Leon) är indelat i 4 provinser och 1 area.
Provinserna  är underdelade i distrikt (District, totalt 16), distrikten är underdelade i hövdingadömen (Chiefdoms, totalt 190) förutom Western Area som är underdelad i städer (cities och towns) och byar (villages)
Ön Bunce Island och ögruppen Banana Islands tillhör administrativt till Western Area.
I augusti 2017 delades provinsen Northern Province i ”Northern Province” och ”North West Province”.

## Provinserna
| nr | provins             | huvudort  | yta (km²) | distrikt |
| -- | ------------------- | --------- | --------- | -------- |
| 1  | North West Province | Port Loko |           | 3        |
| 2  | Northern Province   | Makeni    | 35 936    | 4        |
| 3  | Eastern Province    | Kenema    | 15 553    | 3        |
| 4  | Southern Province   | Bo        | 19 694    | 4        |
| 5  | Western Area        | Freetown  | 557       | 2        |
|    | Sierra Leone        |           | 71 740    | 16       |